# Centro de investigación de Langley
El Langley Research Center (LaRC) es el más antiguo de los centros de la NASA, se encuentra en Hampton, Virginia, Estados Unidos. Es vecino de Poquoson, Virginia y de la Langley Air Force Base. Si bien el LaRC se especializa en investigaciones aeronáuticas, el Módulo lunar del Apolo fue ensayado en cuanto a su capacidad de vuelo en este centro y varias misiones espaciales de importancia han sido planificadas y diseñadas en este sitio. 
Fundado en 1917 por el National Advisory Committee for Aeronautics (NACA), dos tercios de los programas del centro se concentran en la aeronáutica, y el resto en el espacio exterior. Los investigadores del LaRC disponen de más de 40 túneles de viento para estudiar diseños de aviones y naves espaciales más seguros, con mejor rendimiento y eficiencia. Entre 1958 y 1963, cuando la NASA comenzó el Proyecto Mercury, en el LaRC se encontraba la oficina principal del Space Task Group, dicha oficina se trasladó entre 1962-63 al Manned Spacecraft Center (actualmente el Lyndon B. Johnson Space Center) en Houston.